# Templo de los Seis Banianos

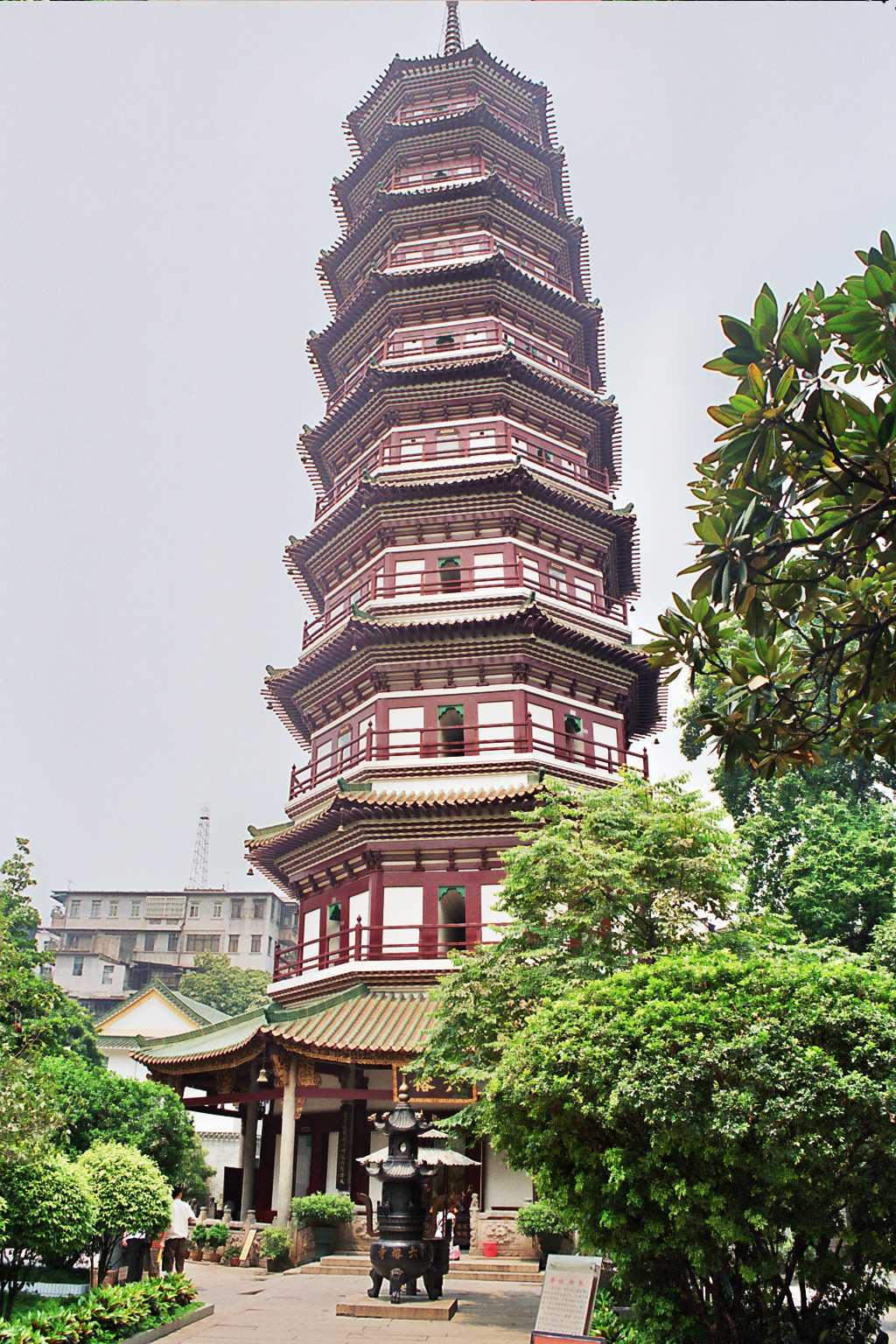
Templo de los seis banianos' ó Pagoda de las flores

El Templo de los Seis Banianos también llamado como Pagoda de la Flores, es un antiguo templo Budista construido en el 537 bajo la Dinastía Liang en Cantón, en el sur de China.
La proximidad del templo a los consulados extranjeros en Cantón le ha hecho un destino regular para las familias que participaban en adopción internacional de niños de China. Las familias reciben típicamente las bendiciones para sus niños nuevamente adoptados en este templo delante de la estatua de Kuan Yin.

## Historia
El templo de los seis banianos originalmente fue llamado el templo de Baozhuangyan, pero durante dinastía norteña Song, un escritor llamado Su Shi escribió la inscripción de Liu Rong (seis banianos) debido a los seis árboles banianos que vio que allí crecían y desde entonces se ha llamado el templo de los seis banianos.
El templo fue quemado y reconstruido bajo la dinastía norteña Song. La Pagoda de las flores, la estructura principal del templo, fue construida en 1097, y nombrada gracias a su colorido exterior.